# Miranda Bodenhöfer
Miranda Bodenhöfer (Santiago, 17 de mayo de 1990) es una bailarina de ballet y, más recientemente, actriz chilena, conocida en el mundo del cine por la película española El baile de la Victoria.

## Biografía
Perteneciente a una familia de tradiciones artísticas, Miranda es hija del músico Andreas Bodenhöfer y de la actriz Verónica González, sobrina del actor de telenovelas Bastián Bodenhöfer y nieta de la compositora chileno-alemana Leni Alexander. A los 12 años comenzó a hacer danza clásica y dos años más tarde tomó clases en el Ballet Nacional de Cuba. Más tarde asistió a otras escuelas de danza, la John Cranko de Stuttgart, Alemania y otra en Houston, Estados Unidos.
Tenía 16 años cuando el director de cine español Fernando Trueba la descubrió en una clase del ballet del Teatro Municipal de Santiago. Pero no fue hasta dos años después, ya en 2008 y tras muchas selecciones de reparto con diversas bailarinas, que regresó a Santiago buscándola para el papel de Victoria en su película El baile de la Victoria.